# Agnano
Agnano è un vulcano quiescente dei Campi Flegrei. Oggi corrisponde all'omonima frazione di Agnano Terme compresa nella decima municipalità del comune di Napoli.

## Geologia e storia passata

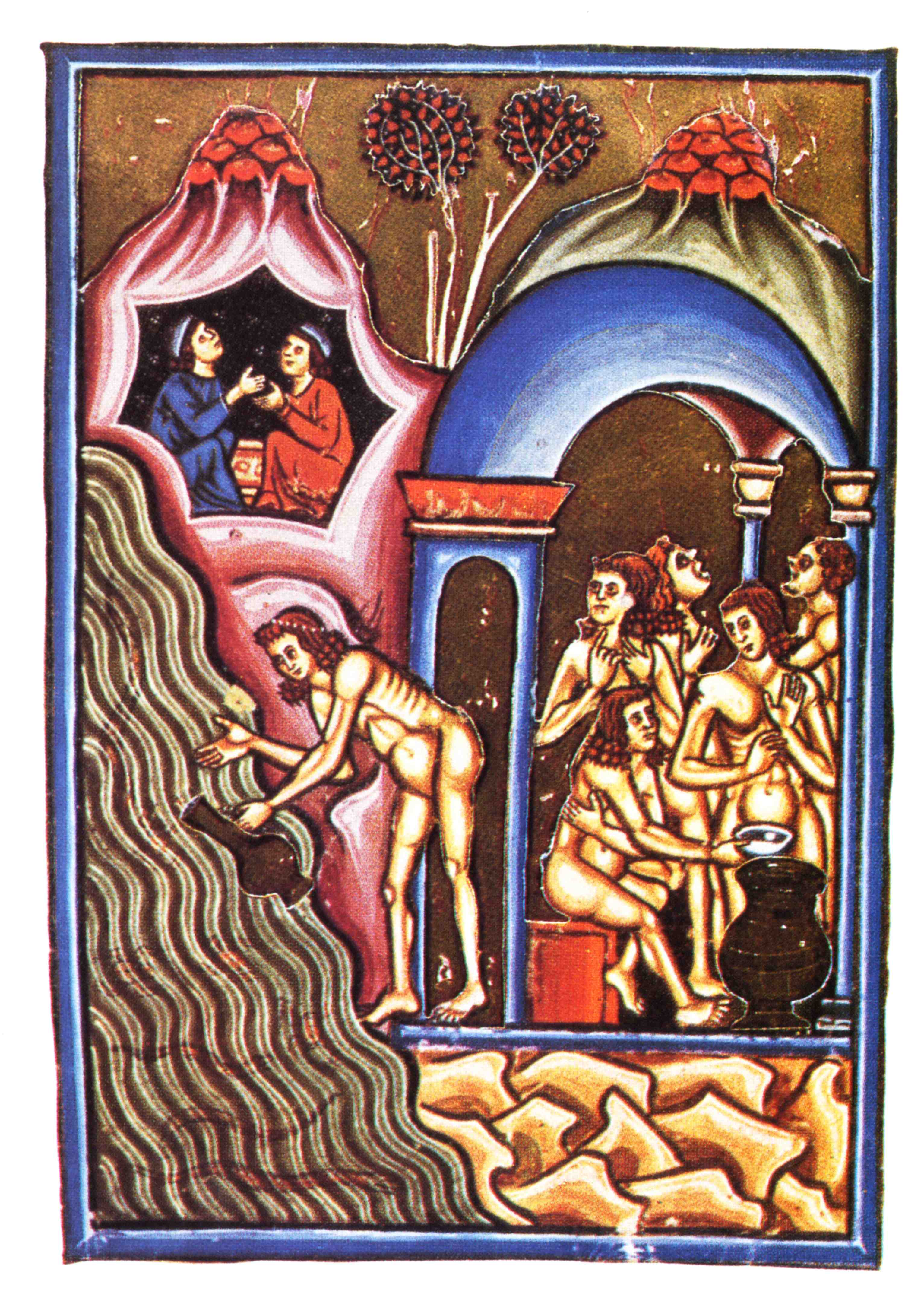
Pietro da Eboli, Balneum Sudatorium

Agnano è un vulcano attualmente in quiescenza, appartenente al sistema dei Campi Flegrei, la cui ultima eruzione ha avuto luogo 4 100 anni fa. Durante l'eruzione del complesso di Agnano-Montespina, le pomici si sono accumulate su uno spessore di 10 cm fino a 42 km dal vulcano e un collasso della struttura vulcanoci-tettonica lungo le faglie del settore nord-est ha generato l'attuale piana di Agnano. 
Il suo perimetro è di 6,5 km e il suo fondo si colloca a 2 m s.l.m. Le sue vette più alte sono: a sud-ovest il Montespina (162 m); a est il monte Sant'Angelo (173 m).
Date le sue sorgenti di acqua termale che vi sgorgano copiose, nell'XI secolo la conca si trasformò in un lago: numerose sono le incisioni e le guaches (di XVI - XIX secolo) che lo ritraggono.
Il lago di Agnano è stato prosciugato con una bonifica nel 1870: dei canali a raggiera convogliano le acque in una vasca centrale dalla quale si diparte un emissario che, passando sotto il monte Spina, sfocia a mare a Bagnoli.

## Etimologia del nome
Nei secoli non vi è stata concordia da parte degli eruditi e degli studiosi nella individuazione dell'origine del toponimo.
Secondo Benedetto Di Falco, a metà del Cinquecento, il nome della località sarebbe derivato da Anguignano, per la moltitudine di serpi che si annidavano tra le felci che contornavano il lago (dal latino anguis, "serpente"). In effetti nell'opera di Pietro da Eboli, la miniatura che illustra la sorgente termale di Agnano, chiamata Balneum Sudatorium, mostra il lago pieno di rane e di serpenti. Una tale etimologia, però, non ha basi linguisticamente probanti.
Tralasciando numerose altre ipotesi, parimenti poco credibili, formulate tra il Seicento e l'Ottocento, risale al 1931 il primo lavoro in cui l'etimologia del toponimo Agnano viene trattata in maniera scientifica. L'autore, Raimondo Annecchino, dopo un'attenta disamina delle fonti, fa risalire il toponimo Agnano ad un ipotetico praedium Annianum, cioè ad un fondo di proprietà di esponenti della gens Annia, attestata a Pozzuoli in epoca romana. Cita, infatti, vari documenti medioevali in cui compare il toponimo Anianum o Annianum.
La teoria è stata di recente criticata da Gaetano Barbarulo in un saggio in cui evidenzia come il toponimo originario fosse Angulanum (luogo a forma di angolo) e traesse origine dalle caratteristiche geomorfologiche del luogo. Da Angulanum (attestato già in una fonte del VI secolo), attraverso le forme intermedie Anglanum e Agnanum, si sarebbe giunti alla moderna forma Agnano.

## Oggi
Oggi Agnano corrisponde ad una zona di Napoli, tra i quartieri di Fuorigrotta, Bagnoli (che fanno parte della decima municipalità del Comune) e Pianura. Agnano in particolare fa parte del quartiere Bagnoli
Una piccola parte di Agnano rientra nel tenimento del comune di Pozzuoli e corrisponde alla frazione Pisciarelli.
In passato c'era una frazione del comune di Napoli denominata Agnano Terme. Tale toponimo è rimasto nella denominazione del stazione ferroviaria, oggi inglobata nella linea 2 della metropolitana, denominata "Bagnoli - Agnano Terme".
Nei pressi del raccordo per la tangenziale di Napoli ad Agnano accade un fenomeno singolare. Piccole fumarole sulfuree sbuffano da alcune aperture create da loro stesse nell'asfalto della strada andando ad incrostare di zolfo, alcuni guard-rail laterali. Con il passare del tempo l'incrostazione di zolfo diventa così spessa e pesante da cadere nei laterali della strada. Infatti in quel punto sorgono alti accumuli di pietre sulfuree a forma di guard-rail che raramente vengono rimosse. Il fenomeno è strettamente relazionato alla vicina Solfatara di Pozzuoli.
Nel giugno 2008 Agnano era stato identificato come luogo ove realizzare il termovalorizzatore che avrebbe dovuto incenerire i rifiuti dell'intera città di Napoli, ma il luogo è stato giudicato non idoneo dalla commissione governativa.

## Monumenti e luoghi d'interesse
- Ruderi delle antiche terme romane

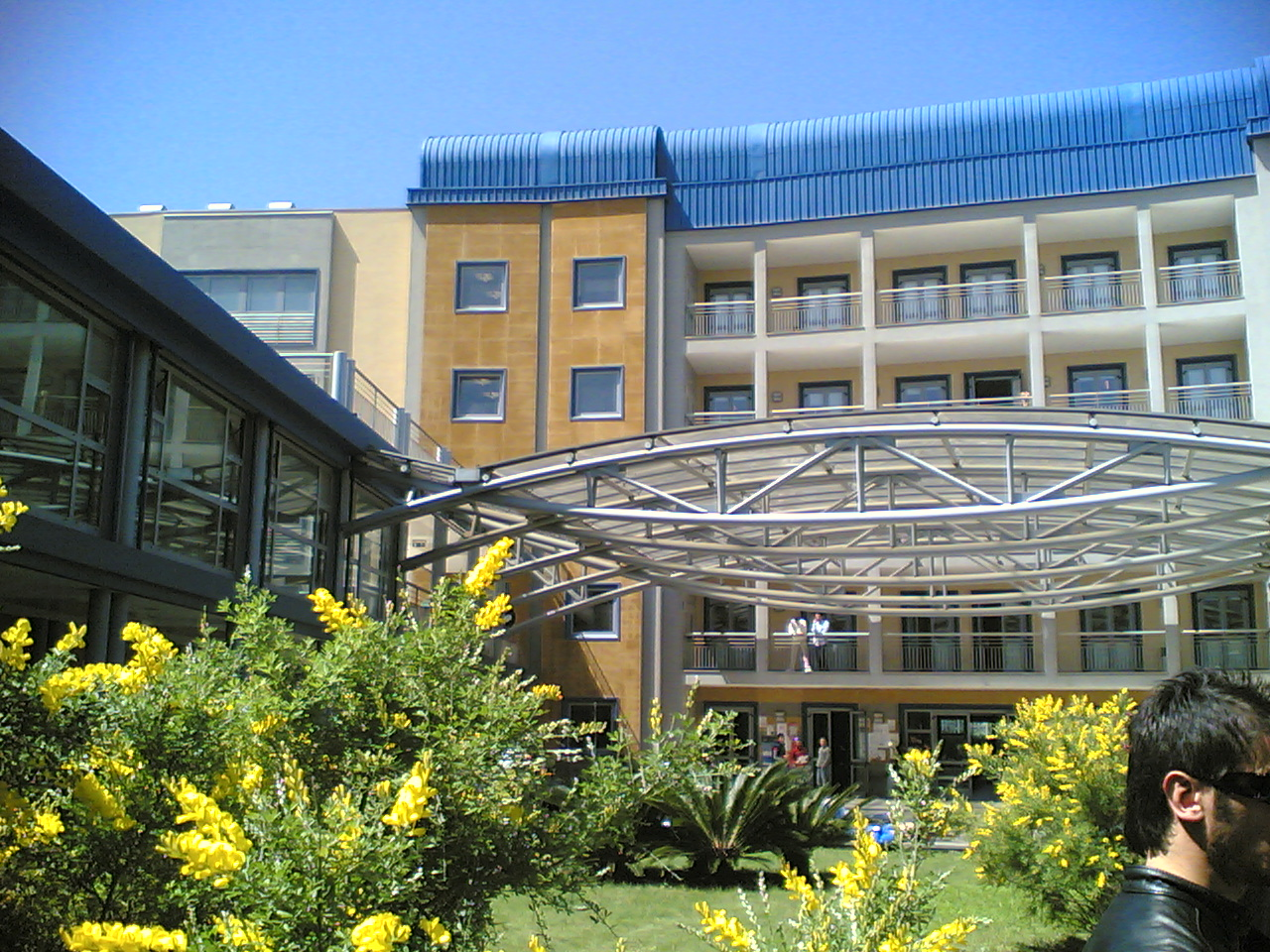
Sede della Facoltà di Ingegneria a via Nuova Agnano

- Stabilimento termale delle nuove terme di Agnano
- L'ippodromo di Agnano che ha come corsa di cartello l'annuale Gran Premio Lotteria di Agnano. Occupa buona parte della piana prosciugata dell'originario lago
- Il polo delle scienze ingegneristiche dell'Università degli Studi di Napoli Federico II
- La grotta del Cane
- Il cratere degli Astroni con la sua oasi del WWF. Parte del cratere ricade all'interno della zona di Agnano.

Insieme al quartiere di Fuorigrotta Agnano è uno dei cuori del divertimento napoletano. Si trovano infatti in questa zona alcune delle più grandi discoteche di Napoli, una di queste risiede all'interno dell'ippodromo, una struttura che ospita anche grandi concerti. Inoltre, vi sono tra i maggiori centri sportivi come il famoso Campo Scarfoglio (oggi Green Sport) e tanti altri campi di calcio a 11, calcio a 5 e calcio a 8.
Per lungo tempo la conca è stata sede della base NSA (Base di appoggio) della Marina Statunitense, ora trasferita a Gricignano di Aversa.

## Trasporti
La zona è servita dall'uscita omonima della Tangenziale di Napoli e da numerose linee urbane di autobus.
Per quanto riguarda le ferrovie, Agnano non risulta servita direttamente da una ferrovia, ma dista meno di tre chilometri dalla metropolitana di Bagnoli.